# Eric Williams (coureur)
Eric Williams was een Brits motorcoureur. Hij won tweemaal een race in de TT van Man. 
Eric Williams werd in 1914 opgenomen in het team van AJS en debuteerde in de 350cc-Junior TT. 
De Junior TT was teruggebracht tot vijf ronden (302 km), maar werd met slecht weer verreden. Zware regenbuien en de dichte mist (de "Mantle of Mona") op de Mountain Section maakten het moeilijk voor de coureurs, maar leverden een spannende race op. Het team van AJS, dat feitelijk al in 1913 was geformeerd, was nu erg sterk dankzij een tweeversnellings-tussenas waardoor de coureurs over vier versnellingen beschikten. Eric- en Cyril Williams (geen familie) wisselden aan de kop van het veld constant van positie. Frank Walker reed met zijn Royal Enfield V-twin aan de leiding tot hij in de derde ronde een lekke band kreeg. Hij vocht zich echter terug naar de kop van het veld, toen het noodlot toesloeg. Enkele honderden meters voor de streep viel hij doordat hij zijn remmen blokkeerde. Eric Williams won de race met vijf minuten voorsprong op Cyril Williams. Frank Walker raapte zijn machine op en reed naar de finish, waarna zijn ongeluk gebeurde. Over de exacte oorzaak bestaat twijfel. Was hij zo vermoeid dat hij niet meer wist dat het de laatste ronde was, kon hij niet meer remmen of werd zijn zicht op de finish belemmerd door het publiek dat de coureurs wilde zien finishen? Feit is dat Walker de jury en de finish voorbij reed en meteen daarna op een hek klapte dat ter hoogte van St Ninian's Crossroads was neergezet om duidelijk te maken dat de race voorbij was. Hij overleed in Nobles Hospital in Douglas. Later op de dag werd hij postuum tot derde finisher verklaard.
Door het uitbreken van de Eerste Wereldoorlog werd er vijf jaar lang niet geracet. In 1920 startte Eric Williams opnieuw voor AJS in de Junior TT. Hij reed aan de leiding, reed de snelste ronde en was de eerste coureur die meer dan 50 mijl per uur gemiddeld reed, maar hij viel met technische problemen uit. 
Met de door Harry Stevens ontwikkelde 350cc-kopklepper was AJS oppermachtig in de Junior TT van 1921. Aan het einde van de dag bezette het de eerste vijf plaatsen. Aanvankelijk ging Howard R. Davies aan de leiding. Hij reed een ronderecord van 55,15 mijl per uur, maar hij moest bij Windy Corner een band plakken. Daardoor nam Jim Whalley met zijn Massey-Arran de leiding over, maar in de laatste ronde kreeg ook hij bij Windy Corner een lekke band. Nu won Eric Williams voor Davies en Manxman Tom Sheard.

## Isle of Man TT resultaten
| Jaar | Klasse    | Motorfiets | Plaats | Winnaar                  |
| ---- | --------- | ---------- | ------ | ------------------------ |
| 1914 | Junior TT | AJS        | 1e     | Eric Williams, AJS       |
| 1920 | Junior TT | AJS        | DNF    | Cyril Williams, AJS      |
| 1920 | Senior TT | Sunbeam    | DNF    | Tommy de la Hay, Sunbeam |
| 1921 | Junior TT | AJS        | 1e     | Eric Williams, AJS       |